# 天下布武〜英雄たちの咆哮〜
『天下布武〜英雄たちの咆哮〜』（てんかふぶ えいゆうたちのほうこう）は、1991年12月28日にメガCD用ソフトとしてゲームアーツから発売された戦国時代が題材のシミュレーションゲーム。

## 概要
メガCD本体とほぼ同時期に発売された。ジャケットのイラストは毛利彰。1人プレイ専用。難易度は高いが戦略性の強さから根強い人気を誇る。
シナリオは「群雄割拠（1555年）」「天下布武（1575年）」「本能寺炎上（1582年）」「関ヶ原（1600年）」の4種類があり、好みの人物を選んでゲームを進める。配下武将は大名が与えた知行の範囲で戦力を整えることが可能で、重臣・外様(降伏)大名による軍団で構成される。他の大名に降伏してもゲームを続行でき、謀反を起して再び独立することも可能となっている（降伏大名からスタートする大名もある）。
約1,200人の武将が登場し、武将一人一人に顔のグラフィックスと家紋が充てられている。オープニング・エンディングデモにはメガCDの大容量を生かした実写動画が採用されている。江戸時代前・中期の人物までフォローされ、吉良上野介や浅野内匠頭、原田甲斐や新井白石まで登場する。ただし古い作品だけあり、三河吉良氏の上野介が土佐で登場するなどのミスもある。

## スタッフ
- ディレクター：宮路武
- プログラマー：大畑和幸、浜田憲一
- デモンストレーションプログラマー：上條有
- CGクリエイター：三橋正邦
- グラフィックデザイン：高橋秀信、岡野崇宏、柴川伸行、瀬川佳久、和田明子、佐藤晃子
- テクニカルサポート：小山洋幸、増渕利道
- サウンドプロデュース：笠谷文人
- ミュージック：青島伸幸、石母田守、KASS、園田容子、西隆宏
- MIX：KASS
- ナレーション：佐藤正宏
- ミュージックエディター：国島憲一
- データエディター：岡野崇宏、木下郁
- アートワーク：上村眞理子
- タイトルロゴ：須山卓也
- パッケージイラスト：毛利彰
- テストプレイ：阿部直、小川陽平、岩瀬晃一、柏木朗、金井秀樹
- スプリクタ：上坂哲
- マネージメントディレクター：内田敏幸
- プロデューサー：宮路洋一
- エグゼクティブプロデューサー：松田克弘

## 移植版
| No. | 発売日         | 対応機種           | タイトル                     | 開発元             | 発売元       | メディア         | 備考               |
| --- | -------------- | ------------------ | ---------------------------- | ------------------ | ------------ | ---------------- | ------------------ |
| 1   | 1995年12月22日 | スーパーファミコン | 戦国の覇者〜天下布武への道〜 | ビッツラボラトリー | バンプレスト | ロムカセット     | メガCD版のリメイク |
| 2   | 2022年10月27日 | メガドライブ ミニ2 | 天下布武〜英雄たちの咆哮〜   | エムツー           | セガ         | プリインストール | メガCD版の移植     |

## 評価
- ゲーム誌『ファミコン通信』の「クロスレビュー」では合計28点（満40点）となっている[1]。

- ゲーム誌『メガドライブFAN』の読者投票による「ゲーム通信簿」での評価は以下の通りとなっており、23.24点（満30点）となっている[2]。また、同雑誌1993年7月号特別付録の「メガドライブ&ゲームギア オールカタログ'93」では、「ゲームアーツの作品らしく、システム面でも細かい点までこだわった作りになっていて、武将の身分や戦闘時の陣形なども細かく設定されている」と紹介されている[2]。

| 項目 | キャラクタ | 音楽 | 操作性 | 熱中度 | お買得度 | オリジナリティ | 総合  |
| 得点 | 4.15       | 4.14 | 3.54   | 3.79   | 3.86     | 3.76           | 23.24 |

- ゲーム誌『BEEP!メガドライブ』の「ドッグレース」では8・7・8・9の合計32点（満40点）[3]、「読者レース」では9.0125点（満10点）となっている[4]。また、読者投票による「メガドライブ・アカデミー賞」ではシミュレーション部門で1位、サードパーティ作品賞で4位、無差別最優秀作品賞で4位、最優秀演出賞で4位、最優秀音楽賞で6位、最優秀美術賞で5位、最優秀パッケージ賞で4位を獲得している[6]。

- ゲーム本『メガドライブ大全』（2004年、太田出版）では、「1196人もの武将と、顔CGのデータ量は圧巻」、「大名の石高をベースに兵士の動員数が決まる『知行制』を再現し、負けても『降伏大名』として続けられるシステムが先進的だった」と評している。[5]。